# فيليب دوارتي
فيليب دوارت (30 مارس 1985 بلشبونة في البرتغال - ) هو لاعب كرة قدم برتغالي في مركز الدفاع. شارك مع منتخب البرتغال تحت 16 سنة لكرة القدم ومنتخب البرتغال تحت 17 سنة لكرة القدم ومنتخب البرتغال تحت 18 سنة لكرة القدم ومنتخب البرتغال تحت 19 سنة لكرة القدم ومنتخب البرتغال تحت 20 سنة لكرة القدم ومنتخب ماكاو لكرة القدم. أما مع النوادي، فقد لعب مع أبولون ليماسول ونادي بنفيكا دي ماكاو وأورينتال دي لشبونة ‏ وCD Operário ‏ ونادي بنفيكا بي ‏.

## روابط خارجية
- فيليب دوارتي على موقع قاعدة بيانات كرة القدم.إي يو (الإنجليزية)
- فيليب دوارتي على موقع ناشيونال فوتبول تيمز (الإنجليزية)
- فيليب دوارتي على موقع Soccerway.com (الإنجليزية)